# Pandanus furcatus
Pandanus furcatus är en enhjärtbladig växtart som beskrevs av William Roxburgh. Pandanus furcatus ingår i släktet Pandanus och familjen Pandanaceae. Inga underarter finns listade.

## Bildgalleri

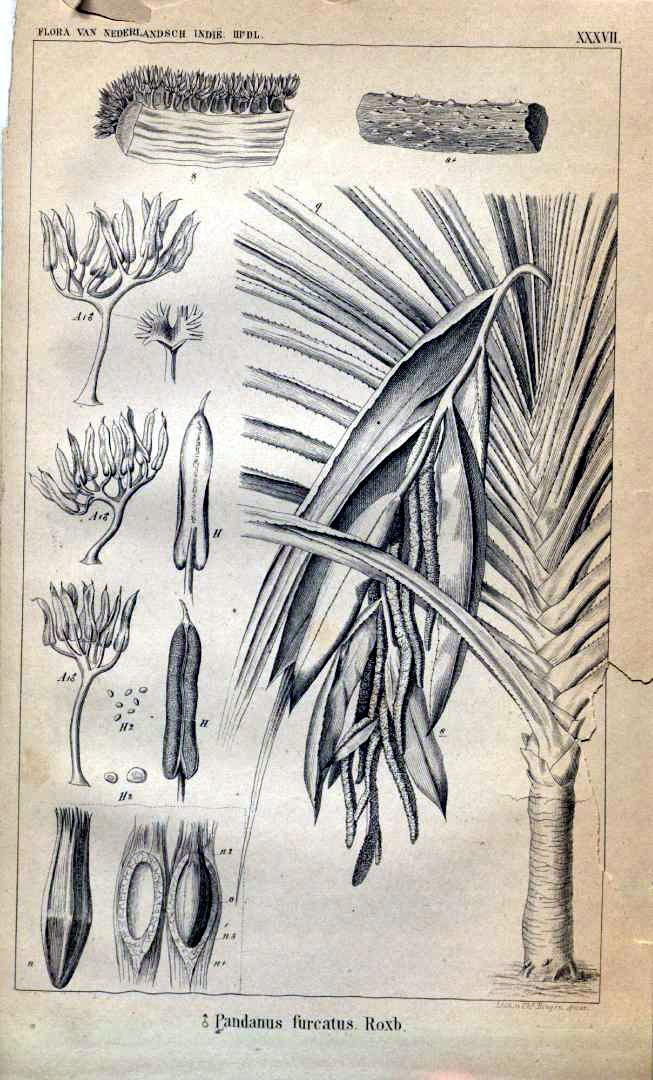
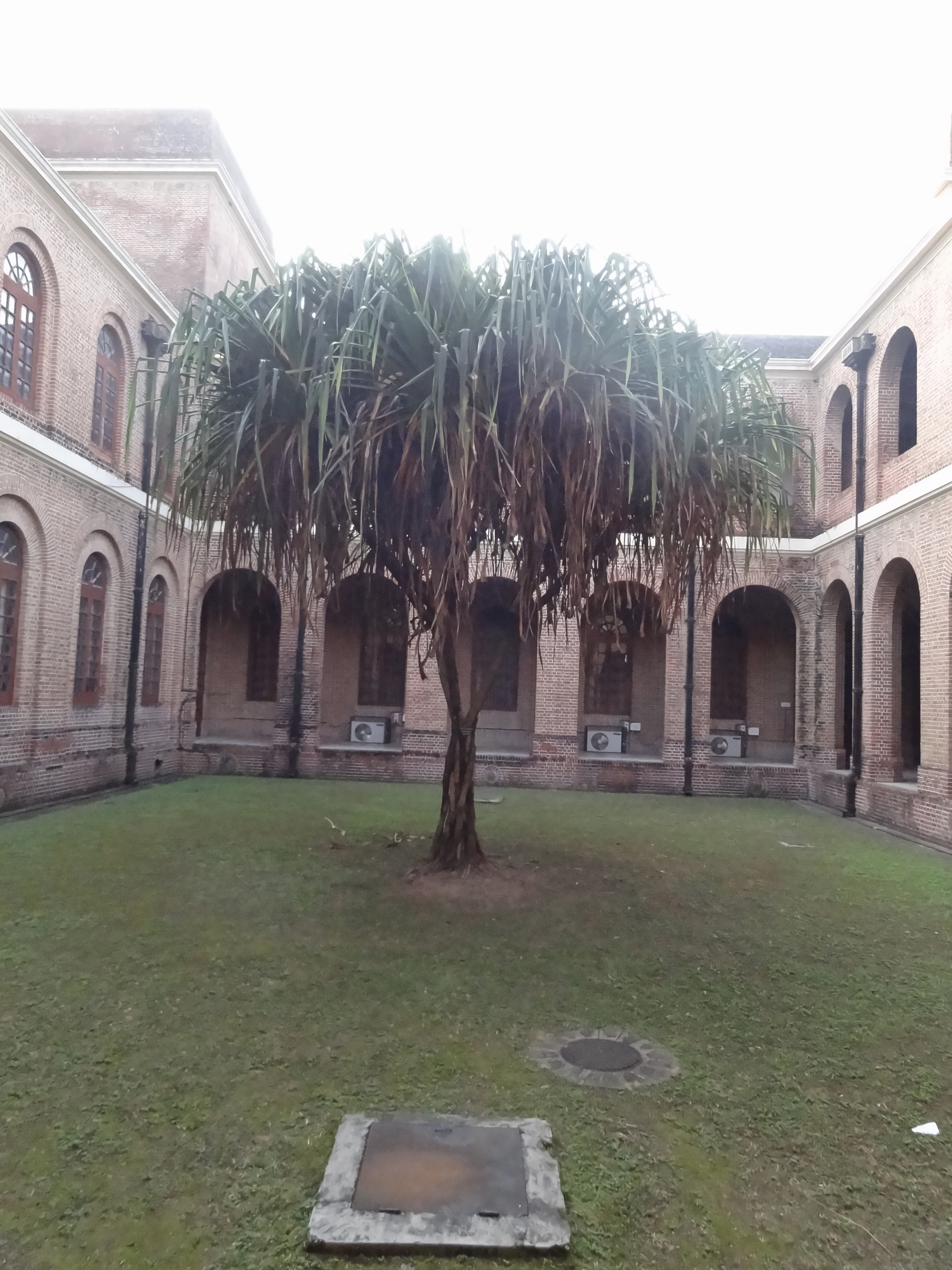